# Storm in juni
Storm in juni (Frans: Suite française) is een roman uit 2004 van de Franse schrijfster van Russisch-Joodse afkomst Irène Némirovsky.
Het boek werd geschreven in 1940 na het uitbreken van de Tweede Wereldoorlog. De schrijfster werd gedeporteerd en stierf in Auschwitz in 1942. Haar twee dochters konden in veiligheid gebracht worden en kregen een koffer vol manuscripten mee. De oudste dochter Dénise ontdekte het manuscript dat ze eerst voor het dagboek van haar moeder hield, in de late jaren 1990 en besloot het te laten publiceren. Némirovsky kreeg voor Suite française postuum de Prix Renaudot.

## Verhaal
Suite française doet verslag van de uittocht in juni 1940, toen stromen vluchtelingen Parijs verlieten. Het lot van allerlei Franse families, van rijk tot arm, raakte met elkaar verweven. In een directe stijl beschrijft Irène Némirovsky de ontelbare kleine en grote lafheden en het broze saamhorigheidsgevoel van een volk op de vlucht. Het tweede deel van het boek schetst de sfeer tijdens de bezetting in een klein Frans dorpje: de kleinschaligheid van tijdelijke rust en wellevende omgang, een stilte voor een nieuwe storm.

## Verfilming
De filmrechten werden aan NBC Universal gekocht in 2006 en het filmen begon in Parijs en België in juni 2013. De film Suite française, met Matthias Schoenaerts en Michelle Williams in de hoofdrollen,  kwam in de bioscoopzalen in 2015.